# Anna Billò
Anna Billò (Carate Brianza, 3 dicembre 1976) è una giornalista, conduttrice televisiva e attrice italiana.

## Biografia
Laureata in Sociologia (indirizzo Mass media e Comunicazione) alla Sapienza - Università di Roma, diventa giornalista professionista dal 2006.
Lavora dal 2004 al 2023 per Sky Sport, per cui ha condotto la rubrica calcistica Euro Calcio Show e ha seguito come inviata gli eventi calcistici del campionato italiano di Serie A.
È sposata con Leonardo Nascimento de Araújo, ex calciatore e allenatore di calcio, che nel 2013 le aveva proposto il matrimonio in diretta TV. Da lui ha avuto due figli: Tiago, nato il 13 novembre 2011, e Tomas, nato il 13 aprile 2014.
Dal 2012 al 2020 ha condotto il programma di approfondimento pre e post-partita con interviste e sintesi delle partite di Europa League.
Nell'estate del 2016 ha condotto da Parigi, insieme ad Alessandro Costacurta e Gianluca Di Marzio, il programma calcistico di approfondimento pre e post partita degli Europei 2016 intitolato Vive L'Euro.
Dal 20 ottobre 2020 al giugno 2023 conduce Champions League Show, programma di approfondimento delle gare di Champions League, accompagnata da Alessandro Costacurta, Fabio Capello, Paolo Condò, Esteban Cambiasso e Alessandro Del Piero.

## Filmografia

### Cinema
- L'allenatore nel pallone 2 (2008)
- C'è tempo (2019)